# Hueneosauria
De Hueneosauria zijn een groep uitgestorven zeedieren, behorend tot de Ichthyosauria, die leefde tijdens het Mesozoïcum.
In 2000 definieerden Michael Werner Maisch en Andreas Matzke een klade Hueneosauria als de groep bestaande uit de laatste gemeenschappelijke voorouder van Mixosaurus cornalianus en Ophthalmosaurus icenicus, en al zijn afstammelingen. De naam eert Friedrich von Huene, de paleontoloog die de meeste artikelen over ichthyosauriërs heeft geschreven. 
Maisch & Matzke wisten een aantal gedeelde afgeleide kenmerken, synapomorfieën, van de groep vast te stellen. Het uitwendige neusgat is grotendeels aan de zijkant van de snuit geplaatst. De voorrand van de oogkas is geleidelijk afgerond. Bij het supratemporale is de tak naar het achterhoofd goed ontwikkeld. Het dwarsuitsteeksel van het os pterygoides is afwezig. De achterste ruggenwervels zijn schijfvormig. De sacrale ribben zijn niet meer zichtbaar aanwezig. De wervellichamen van de staartwervels zijn kort. Het interclaviculum is driestralig. De ellepijp en het spaakbeen zijn duidelijk verkort. De achterrand van de ellepijp is bol of recht. Het onderste uiteinde van de ellepijp is even breed als het bovenste. Het tweede tot en met vierde middenhandsbeen zijn verkort. Het vijfde middenhandsbeen is kleiner dan het vierde handwortelbeentje of geheel afwezig. Het scheenbeen en het kuitbeen zijn verkort. De middenvoetsbeenderen zijn verkort.
De groep omvat alle iets meer afgeleide ichthyosauriërs, die al de vorm hebben van een vis. Zij ontstond vermoedelijk in het vroege Trias en stierf uit in het Krijt. Zij komt wellicht materieel overeen met de Ichthyosauria sensu Motani. In 2003 stelden Maisch en Matzke dat Quasianosteosaurus het zustertaxon was van de Hueneosauria.